# Diastylis hirsuta
Diastylis hirsuta är en kräftdjursart som beskrevs av Petrescu och Mihai Bacescu 1991. Diastylis hirsuta ingår i släktet Diastylis och familjen Diastylidae. Inga underarter finns listade i Catalogue of Life.